# Pro Hockey
Pro Hockey var en internationell ishockeytidning om National Hockey League som började publiceras 1992.
Den gavs ut i Sverige av Egmont Kärnan med varierande antal nummer under åren.
Redaktör under sista åren var Petr Novotný. 11 mars 2019 meddelade före detta redaktören Linus Hugosson på Twitter att tidningen läggs ner.

## Artikelavdelningar
Följande förekom i Pro Hockey:
- Rinkside: En krönika skriven av tidningens redaktör.
- Mail: Läsarnas frågor till redaktionen.
- News: Nyheter om NHL.
- Team News: Nyheter om varje NHL-klubb.
- Hockeyforum: Fem personer inom ishockey svarar på frågor om händelser, vilka som är med varierar.
- Legends: Artikel om historiska NHL-spelare.